# مانستر جيمز
مانستر جيمز (بالإنجليزية: Monster Games)‏ ، هي شركة أمريكية لتطوير صناعة ألعاب الفيديو، أسست سنة 1996م في نورثفيلد بولاية مينيسوتا الأمريكية.

## وصلة خارجية
- الموقع الرسمي